# Bürgerkrieg im Baskenland
Als Baskischer Konflikt werden die Auseinandersetzungen zwischen der bewaffneten Organisation Euskadi Ta Askatasuna (ETA), anderen baskisch-nationalistischen Organisationen und dem spanischen Staat in den Jahren von 1968 bis 1979 bezeichnet.

## Ursachen
Die Basken sind eine der ältesten Volksgruppen Europas, ihre Sprache ist mit keiner anderen westeuropäischen Sprache verwandt. Zwischen dem 10. und 16. Jahrhundert existierte bereits das Königreich Navarra, das sämtliche heutige baskischen Provinzen sowie die jetzige Autonome Region Navarra umfasste. Es verkörpert für die militanten baskischen Nationalisten noch heute das territoriale Modell eines unabhängigen Baskenlandes. Einen ersten Schub erhielt der baskische Nationalismus mit dem Aufkommen der Industrialisierung. Das Baskenland war bis dahin bäuerlich geprägt, durch das Vorhandensein reicher Erz- und v. a.  Kohlevorkommen entstand nun Schwerindustrie, mit dem Zentrum Bilbao. Der damalige Mangel an Arbeitskräften führte zu einer verstärkten Zuwanderung aus anderen Teilen Spaniens. 
Am 31. Juli 1895 gründete Sabino Arana Goiri mit der PNV die erste baskische Partei. Die PNV erhielt bald regen Zulauf durch ein Heer von verarmten enttäuschten Arbeitern, wie es sie zu Zeiten der Industrialisierung überall in Europa gab. Die PNV schürte jedoch auch den Argwohn gegenüber den Zuwanderern und trat für einen unabhängigen Staat, losgelöst von Spanien, ein. 
Der Grund für die Explosion des Konfliktes liegt jedoch im spanischen Bürgerkrieg. Der Sieger des spanischen Bürgerkrieges, General Franco, war ein glühender Nationalist und setzte die schon seit Jahrhunderten von den Militärs vertretene "Ein-Spanien-Politik" um, welche nicht vorsah, den Regionen auch nur die geringste Autonomie in politischer, kultureller oder sprachlicher Hinsicht zu gewähren, weil darin eine Gefahr für die Einheit Spaniens gesehen wurde. Vor diesem Hintergrund wurde vor allem die Bekämpfung des Baskischen unnachgiebig betrieben. So wurde den Basken das Sprechen ihrer Sprache verboten und ihnen unter anderem der Aufstieg in hohe öffentliche Ämter untersagt.
Am 31. Juli 1959 gründeten baskische Studenten daraufhin ETA (bask. Euskadi 'ta Askatasuna, übersetzt: "Baskenland und Freiheit"). Der Kampf von ETA begann kurz darauf mit Bombenanschlägen gegen Verkehrseinrichtungen, und bereits 1960 gab es das erste Todesopfer. Vor allem Vertreter des spanischen Staates und der Francodiktatur waren Ziele von ETA. Da das erste Todesopfer (ein eineinhalbjähriges Kind) jedoch erst später an den Folgen des Anschlages starb und es bis 1968 keine weiteren Todesopfer gab, wird der Beginn des baskischen Bürgerkrieges auf den 7. Juni 1968 datiert.

## Anfänge
Am 7. Juni 1968 überfiel ETA eine Polizeistation in Villabona im Baskenland und tötete mehrere Polizisten. In der Folgezeit fielen mehrere Vertreter des spanischen Staates, aber auch unbeteiligte Zivilisten den Anschlägen von ETA zum Opfer. Die spektakulärste Aktion gelang ETA 1973 mit der Ermordung des spanischen Ministerpräsidenten Luis Carrero Blanco.
Grund für die Erfolge von ETA war die breite Unterstützung der baskischen Bevölkerung, die unter der Unterdrückung des Franco-Regimes litt. Außerdem leistete Frankreich indirekte Hilfe, indem Aktivisten von ETA das französische Grenzgebiet als Rückzugsgebiet nutzen konnten, ohne vom französischen Staat verfolgt zu werden. Der Kampf von ETA gegen die autoritäre Franco-Diktatur stieß auch im restlichen Europa auf Wohlwollen. 
Die Sympathien für ETA begannen jedoch mit dem Ende der Franco-Diktatur zu schwinden. Im Oktober 1974 spaltete sich ETA schließlich in ETA militar und ETA político-militar. Letztere beendete den bewaffneten Kampf und nutzte eine Amnestie der neuen spanischen Regierung, während ETA militar sich zunehmend radikalisierte. 1975 wurde die baskische Sprache wieder erlaubt und die baskische Kultur offiziell anerkannt. Am 22. Dezember 1979 gewährte die spanische Regierung schließlich den baskischen Provinzen weitreichende Autonomie, dieses Datum wird deshalb auch als offizielles Ende des baskischen Bürgerkrieges betrachtet.

## Die Folgezeit
Das Autonomiestatut gewährte dem Baskenland so weitreichende Rechte, wie sie keine andere spanische Provinz genießt. Dadurch kam es zum endgültigen Bruch zwischen den Radikalen von ETA und der Bevölkerung. So wird Baskisch an den Schulen unterrichtet, das Baskenland besitzt seine eigene Polizei und darf sogar selbst seine Steuern erheben. Die verbliebene ETA schmolz deshalb auf einen harten Kern von Radikalen zusammen und tauchte in den Untergrund ab. Die Schlagkräftigkeit von ETA litt darunter zunächst aber keineswegs. So weitete ETA ihre Anschläge auf ganz Spanien und vor allem auf Madrid aus. Von den ca. 800 Todesopfern durch ETA-Anschläge kamen ca. 2/3 erst nach 1980 ums Leben. 
Durch den schrittweise erfolgten Entzug der ETA-Unterstützung seitens der baskischen Bevölkerung, sowie durch verbesserte Zusammenarbeit Spaniens mit Frankreich konnten ab 1990 zahlreiche Erfolge im Kampf gegen ETA verzeichnet werden, ohne jedoch die endgültige Befriedung zu erreichen.